# Myelois aeneella
Myelois aeneella är en fjärilsart som beskrevs av Hans Zerny 1914. Myelois aeneella ingår i släktet Myelois och familjen mott. Inga underarter finns listade i Catalogue of Life.